# ルネ・アンジェリル

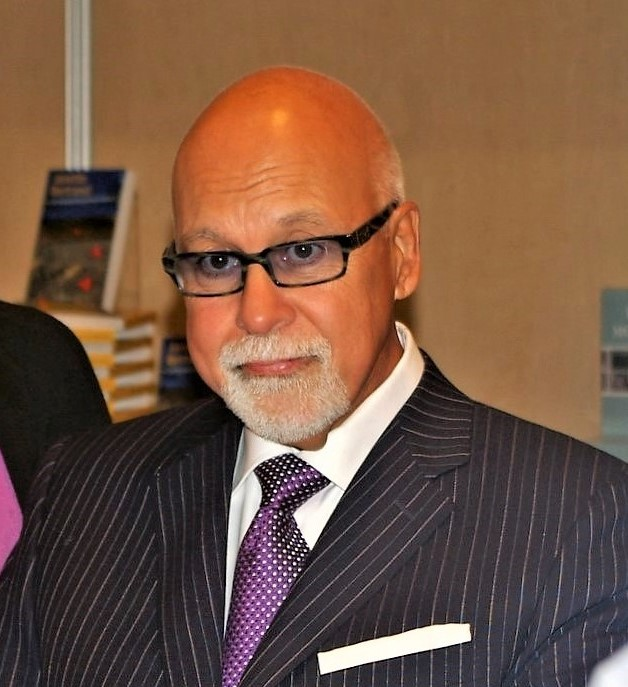
ルネ・アンジェリル（2009年）

ルネ・アンジェリル（仏: René Angélil、1942年1月16日 - 2016年1月14日）は、カナダの音楽プロデューサー、芸能マネージャー、歌手。特にセリーヌ・ディオンのマネージャー（1981年～2014年）および夫（1994年～2016年）として知られている。

## 来歴

### 生い立ち
ルネはシリア系カナダ人のジョゼフ・アンジェリル（Joseph Angélil）を父とし、レバノン系カナダ人のアリス・サラ（Alice Sara）を母として、1942年にカナダのケベック州モントリオールのヴィルレ地区で誕生した。父のジョゼフはシリアのダマスカス生まれで、モントリオールに移住した人で、母のアリスはモントリオール生まれ。父母は1937年にÉparchie Saint-Sauveur de Montréal des Melkites
（東方典礼カトリック教会系の教会のひとつ）で結婚し、二人の間に生まれたルネも同教会で洗礼を受けた。翌1945年に弟のアンドレ（André）が誕生。
ルネは聖スルピス会系のコレージュ・アンドレ・グラセおよび聖ヴィアトール修道会系のカレッジで学んだ。

### キャリア
アンジェリルは1960年代に幼馴染のピエール・ラベルらと「レ・バロネ」という名の、ポップ・ロック（ポップ・ミュージック）の3人組グループ（後に2人組）で歌手として活動。同グループはイギリスやアメリカの英語の曲を翻訳して歌うなどして、カナダのフランス語圏で何曲かヒットを飛ばした。例えば、英国ビートルズの"Hold Me Tight"をフランス語に翻訳（翻案）した1964年の"C'est fou, mais c'est tout"はローカルで1位を獲得した。
グループ解散後、アンジェリルは親友のギ・クルティエとともに芸能エージェント、つまりアーティストのマネジメントをする仕事を始め、ポップ・ミュージックのアーティストやエンターティナーたちのキャリアマネジメントを行った。当時マネージした中では特にルネ・シマールやジネット・レノ（どちらもケベック州のアーティスト）が成功した。1981年に共同経営者のクルティエとは別れ、それぞれ単独で活動する芸能マネージャーとなった。
1981年のこと、アンジェリルのもとに、セリーヌ・ディオンが歌う"Ce n'était qu'un rêve"を録音したデモテープが送られてきた。アンジェリルは単独になり、ジネット・レノのマネジメントも終えてから間も無いころで、実は音楽マネジメントの仕事はもうやめにしようか、と迷っていた。一方、セリーヌの兄は、妹セリーヌのためにアルバムをプロデュースできる人物を捜しており、兄が気に入っていたアルバムのジャケットに、プロデューサー名として「ルネ・アンジェリル」と表記があるのを見つけ、母と兄から依頼する形でデモテープを送ってきたのであった。そのテープを聴いたアンジェリルは感銘を受け、セリーヌ・ディオンのキャリア・マネジメントをする決意を固め、しばらくして実際にマネージャーとなった。そしてまだ全く無名のセリーヌの初アルバム制作に必要な資金を、アンジェリル自身の自宅を抵当に入れてまで工面し、（上述のCe n'était qu'un rêveを含む）ファーストアルバム「La voix du bon Dieu」を世に出し、セリーヌを歌手として育てるために尽力した。
1984年にはセリーヌの姉のクローデット・ディオンのマネジメントも引き受け、彼女も歌手の道を歩み始めた。
アンジェリルは、1987年と1988年にADISQ（Association québécoise de l'industrie du disque, du spectacle et de la vidéo、ケベック州のレコード・ビデオ協会）から、その年のマネージャー、として:Prix Félix（プリ・フェリクス、＝フェリクス賞）を授与された。
アンジェリルは他にも、ヴェロニック・ベリヴォー、ジョニー・ファラゴ、ルネ・シマール、アンヌ・ルネ、パトリック・ザベ等々等々のマネジメントも行った。
アンジェリルはまた、セリーヌを主に扱ったテレビ番組にガルーが出演したことをきっかけとして、1999年以降はガルーのキャリア・マネジメントも開始し、ガルーとの共同のアート活動や商業活動を管理するための法人も設立した。
1999年に咽頭がんと診断されたが、治療を受け、仕事に復帰。

### 私生活
1966年にドゥニーズ・デュケット（Denise Duquette）と最初の結婚をし、ひとりの子をもうけ、1972年に離婚。1974年に歌手のアンヌ・ルネと2度目の結婚をし、さらに息子1人、娘１人をもうけ、1980年に離婚。

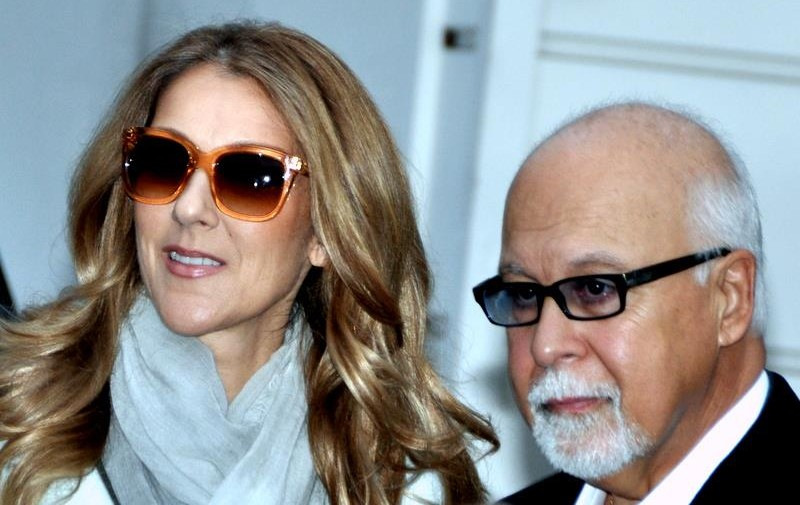
妻となったセリーヌ・ディオンと（2012年）

1994年1月にセリーヌ・ディオンと3度目の結婚し、2001年1月に息子1人、2010年10月に双子の息子たち（あわせて3人の息子）を得た。

### 晩年
2009年に心臓に関係する動脈閉塞に関連して数ヶ月の医療的処置を受けた。
2013年12月に咽頭がんの手術を受けた。治療に専念するために、2014年6月11日、セリーヌ・ディオンのキャリアマネジメントを行っているProduction Feelingの社長を退くことを発表した。（なお、妻のセリーヌ・ディオンが、米国ラスベガスのシーザーズ・パレスで2011年3月～2018年9月の間 ショーを毎年65回行う、という内容の長期で大型の契約を結んでいたので、アンジェリルもラスベガスに居住している状態であった。）2015年9月、セリーヌ・ディオンはアンジェリルの癌が進行したことや、残された時間は数カ月であることを発表。アンジェリルは2016年1月14日、74歳の誕生日の2日前に、ラスベガスにて心臓麻痺で死去。
2016年1月22日、モントリオール・ノートルダム聖堂にてケベック州政府が取り仕切る形で国葬がとり行われた。アンジェリルを偲び、カナダ中の政府関連施設で半旗がかかげられた。

## 受賞
- 1987年および1988年、 Félix賞
- 2013年7月、カナダ勲章受章
- 2016年2月15日、アンジェリルへの敬意を表し、その死を悼んでグラミー賞が贈られた。

なお、アンジェリルの本業はアーティストのプロデュースやマネジメントであったので、彼が見出したりマネージしたアーティストたちの成功そのものが、彼の成功であり、業績であり、彼の栄誉ともなっており、中でもアンジェリルが見出し育てたセリーヌ・ディオンの輝かしい成功がいわばアンジェリルへ贈られた最高の勲章の役割を果たしており、上述のFélix賞やカナダ勲章受賞よりもむしろ、ほとんどの人々は「セリーヌ・ディオン」の名を勲章のようにまとった状態でアンジェリルのことを記憶している。